# Pat Cleveland
Patricia Cleveland (Ciudad de Nueva York, 23 de junio de 1950) es una modelo estadounidense que logró su popularidad en las décadas de 1960 y 1970, siendo una de las primeras modelos afroamericanas en conseguir éxito como modelo de pasarela y de fotografía.
A comienzos de la década de 1980, el término "supermodelo" era usado para describir a Pat Cleveland. El editor de la revista Vogue André Leon Talley escribió sobre Pat, "Es la supermodelo más grande de todos los tiempos" en un artículo para la revista Ebony en 1980. Talley se refirió a Cleveland como "La primera supermodelo de color, la Josephine Baker de las pasarelas internacionales" en su libro de memorias de 2003 A.L.T.: A Memoir. La escritora de Vogue Tina Isaac-Goizé se refirió a Cleveland como la "supermodelo" en un artículo de 2015 sobre Anna, hija de Pat.